# Bocchoris grisealis
Bocchoris grisealis là một loài bướm đêm trong họ Crambidae.